# Ілім'яні
Ілім'яні (Ілім-янеі, Ілім-япі) (д/н — бл. 1720 до н. е.) — цар міста-держави Бібл близько 1735—1720 роках до н. е (за іншою хронологією в 1750—1735 роках до н. е.). Ймовірно в єгипетських написах відомий як Хасрурум.

## Життєпис
Походив з династії Абішему. Син царя Янтін-Амму. Посів трон близько 1735 року до н. е. (за іншою версією 1750). Про його діяльність відомо обмаль відомостей. Є напис 1725 року до н. е. на вотивних речах давньоєгипетської богині Хатхор, яку в Бібл ототожнювали з богинею Баалат. З огляду на це вчені вважають, що незважаючи на подальше послаблення Єгипту в часи Тринадцятої династії цар бібла не припиняв з ним торгівельних та культурних зв'язків.
Політичні взаємини Бібла і Єгипту в цей час є дискусійними. З огляду на початок занепаду держави Катна загроза зі сходу зникла. Це могло сприяти здобуттю Біблом незалежності від усіх сусідів. разом з тим виникла загроза з боку гіксосів.
За поширеною гіпотезою помер близько 1720 року до н. е. Йом спадкував родич Абішему II.